# Lista dos melhores filmes estadunidenses segundo o American Film Institute (2007)
Divulgada em 20 de junho de 2007, através de programa de TV da rede CBS, esta é uma lista lançada pelo American Film Institute, relacionando os 100 maiores filmes do cinema americano de todos os tempos, com o nome AFI's 100 Years... 100 Movies - 10th Anniversary Edition. É, na verdade, uma atualização e uma comemoração pelos 10 anos da primeira lista lançada pelo AFI em 1997. A lista contém alterações bastante significativas com relação à lista divulgada dez anos antes, mas poucos filmes atuais inserem-se nela. Mais de 1500 artistas e membros da indústria cinematográfica votaram para compor esta lista, segundo determinados critérios. 

## A lista
| Nº  | Título | Ano  | Diretor/realizador            | Tipo              | A(c)tores principais                                            | 1998 |
| --- | --- | ---- | ----------------------------- | ----------------- | --------------------------------------------------------------- | ---- |
| 01  | Cidadão Kane | 1941 | Orson Welles                  | drama, suspense   | Orson Welles, Joseph Cotten                                     | 01   |
| 02  | O poderoso chefão (br) / O padrinho (pt) | 1972 | Francis Ford Coppola          | drama, crime      | Marlon Brando, Al Pacino                                        | 03   |
| 03  | Casablanca | 1942 | Michael Curtiz                | drama             | Humphrey Bogart, Ingrid Bergman                                 | 02   |
| 04  | Touro indomável (br) / O touro enraivecido (pt) | 1980 | Martin Scorsese               | drama             | Robert De Niro                                                  | 24   |
| 05  | Cantando na chuva (br) / Serenata à chuva (pt) | 1952 | Stanley Donen                 | musical           | Gene Kelly                                                      | 10   |
| 06  | ...E o vento levou (br) / E tudo o vento levou (pt) | 1939 | Victor Fleming                | drama             | Vivien Leigh, Clark Gable                                       | 04   |
| 07  | Lawrence da Arábia | 1962 | David Lean                    | épico             | Peter O'Toole                                                   | 05   |
| 08  | A lista de Schindler | 1993 | Steven Spielberg              | drama, biográfia  | Liam Neeson                                                     | 09   |
| 09  | Um corpo que cai (br) / A mulher que viveu duas vezes (pt)                                                                                                | 1958 | Alfred Hitchcock              | suspense          | James Stewart, Kim Novak                                        | 61   |
| 10  | O mágico de Oz (br) / O feiticeiro de Oz (pt) | 1939 | Victor Fleming                | musical           | Judy Garland                                                    | 06   |
| 11  | Luzes da cidade | 1931 | Charles Chaplin               | comédia           | Charles Chaplin                                                 | 76   |
| 12  | Rastros de ódio (br) / A desaparecida (pt) | 1956 | John Ford                     | faroeste          | John Wayne                                                      | 96   |
| 13  | Star wars episódio IV: Uma nova esperança | 1977 | George Lucas                  | ficção científica | Mark Hamill, Harrison Ford, Carrie Fisher                       | 15   |
| 14  | Psicose (br) / Psico (pt) | 1960 | Alfred Hitchcock              | suspense          | Janet Leigh, Anthony Perkins                                    | 18   |
| 15  | 2001: Uma odisséia no espaço (br) / 2001: odisseia no espaço (pt)                                                                                         | 1968 | Stanley Kubrick               | ficção científica | Keir Dullea                                                     | 22   |
| 16  | Crepúsculo dos deuses | 1950 | Billy Wilder                  | drama             | Gloria Swanson, William Holden                                  | 12   |
| 17  | A primeira noite de um homem(br) / A primeira noite (pt)                                                                                                  | 1967 | Mike Nichols                  | comédia           | Dustin Hoffman, Anne Bancroft                                   | 07   |
| 18  | A General | 1927 | Clyde Bruckman, Buster Keaton | comédia           | Buster Keaton                                                   | Novo |
| 19  | Sindicato dos ladrões (br) / Há lodo no cais (pt) | 1954 | Elia Kazan                    | drama             | Marlon Brando                                                   | 08   |
| 20  | A felicidade não se compra (br) / Do céu caiu uma estrela (pt)                                                                                            | 1946 | Frank Capra                   | drama             | James Stewart, Lionel Barrymore                                 | 11   |
| 21  | Chinatown | 1974 | Roman Polanski                | suspense          | Jack Nicholson, Faye Dunaway                                    | 19   |
| 22  | Quanto mais quente melhor | 1959 | Billy Wilder                  | comédia           | Tony Curtis, Jack Lemmon, Marilyn Monroe                        | 14   |
| 23  | As vinhas da ira | 1940 | John Ford                     | drama             | Henry Fonda                                                     | 21   |
| 24  | E. T. o extra-terrestre | 1982 | Steven Spielberg              | ficção científica | Henry Thomas, Drew Barrymore                                    | 25   |
| 25  | O sol é para todos (br) / Na sombra e no silêncio (pt) | 1962 | Robert Mulligan               | drama             | Gregory Peck                                                    | 34   |
| 26  | A mulher faz o homem (br)/ Peço a palavra (pt) | 1939 | Frank Capra                   | drama             | James Stewart                                                   | 29   |
| 27  | Matar ou morrer (br) / O comboio apitou três vezes (pt)                                                                                                   | 1952 | Fred Zinnemann                | faroeste          | Gary Cooper, Grace Kelly                                        | 33   |
| 28  | A malvada (br) / Eva (pt) | 1950 | Joseph L. Mankiewicz          | drama             | Bette Davis, Anne Baxter                                        | 16   |
| 29  | Pacto de sangue | 1944 | Billy Wilder                  | noir              | Fred MacMurray, Barbara Stanwick                                | 38   |
| 30  | Apocalypse Now | 1979 | Francis Ford Coppola          | guerra            | Martin Sheen, Marlon Brando, Robert Duvall                      | 28   |
| 31  | Relíquia macabra | 1941 | John Huston                   | noir              | Humphrey Bogart                                                 | 23   |
| 32  | O poderoso chefão: parte II (br) / O padrinho: parte II (pt)                                                                                              | 1974 | Francis Ford Coppola          | drama, crime      | Al Pacino                                                       | 32   |
| 33  | Um estranho no ninho (br) / Voando sobre um ninho de cucos (pt)                                                                                           | 1975 | Milos Forman                  | drama             | Jack Nicholson, Louise Fletcher                                 | 20   |
| 34  | Branca de Neve e os sete anões | 1937 | David Hand                    | animação          | Adriana Caselotti (voz)                                         | 49   |
| 35  | Noivo neurótico, noiva nervosa (br) / Annie Hall (pt) | 1977 | Woody Allen                   | comédia           | Woody Allen, Diane Keaton                                       | 31   |
| 36  | A ponte do rio Kwai (br) / A ponte sobre o rio Kwai(pt)                                                                                                   | 1957 | David Lean                    | guerra            | William Holden, Alec Guinness                                   | 13   |
| 37  | Os melhores anos de nossas vidas | 1946 | William Wyler                 | romance           | Fredric March, Myrna Loy                                        | 37   |
| 38  | O tesouro de Sierra Madre | 1948 | John Huston                   | aventura          | Humphrey Bogart, Tim Holt                                       | 30   |
| 39  | Dr. Fantástico ou: Como eu aprendi a parar de me preocupar e amar a bomba (br) / Dr. Estranhoamor: Como eu aprendi a parar de me preocupar e amar a bomba | 1964 | Stanley Kubrick               | comédia           | Peter Sellers                                                   | 26   |
| 40  | A noviça rebelde (br) / Música no coração (pt) | 1965 | Robert Wise                   | musical           | Julie Andrews, Christopher Plummer                              | 55   |
| 41  | King Kong | 1933 | Merian C. Cooper              | aventura          | Fay Wray                                                        | 43   |
| 42  | Bonnie e Clyde | 1967 | Arthur Penn                   | biografia/crime   | Faye Dunaway, Warren Beatty                                     | 27   |
| 43  | Perdidos na noite (br) / O cowboy da meia-noite (pt) | 1969 | John Schlesinger              | drama             | Jon Voight, Dustin Hoffman                                      | 36   |
| 44  | Núpcias de escândalo (br) / Casamento escandaloso (pt) | 1940 | George Cukor                  | comédia romântica | Cary Grant, Katharine Hepburn, James Stewart                    | 51   |
| 45  | Os brutos também amam (br) / Shane (pt) | 1953 | George Stevens                | faroeste          | Alan Ladd                                                       | 69   |
| 46  | Aconteceu naquela noite (br) / Uma noite aconteceu (pt)'                                                                                                  | 1934 | Frank Capra                   | comédia           | Clark Gable, Claudette Colbert                                  | 35   |
| 47  | Uma rua chamada pecado (br) / Um eléctrico chamado desejo (pt)                                                                                            | 1951 | Elia Kazan                    | drama             | Vivien Leigh, Marlon Brando                                     | 45   |
| 48  | Janela indiscreta | 1954 | Alfred Hitchcock              | suspense          | James Stewart, Grace Kelly                                      | 42   |
| 49  | Intolerância | 1916 | D. W. Griffith                | drama             | Lillian Gish                                                    | Novo |
| 50  | O Senhor dos Anéis: A Sociedade do Anel (br) / O Senhor dos Anéis: A Irmandade do Anel (pt)                                                               | 2001 | Peter Jackson                 | épico/aventura    | Elijah Wood, Viggo Mortensen, Ian McKellen                      | Novo |
| 51  | Amor, sublime amor (br) / West side story (pt) | 1961 | Robert Wise, Jerome Robbins   | musical           | Natalie Wood, Richard Beymer                                    | 41   |
| 52  | Taxi driver | 1976 | Martin Scorsese               | drama             | Robert De Niro, Jodie Foster                                    | 47   |
| 53  | O franco-atirador (br) / O caçador (pt) | 1978 | Michael Cimino                | guerra            | Robert De Niro, Christopher Walken                              | 79   |
| 54  | M*A*S*H | 1970 | Robert Altman                 | comédia satírica  | Donald Sutherland, Elliott Gould                                | 56   |
| 55  | Intriga internacional | 1959 | Alfred Hitchcock              | suspense          | Cary Grant                                                      | 40   |
| 56  | Tubarão | 1975 | Steven Spielberg              | filme de terror   | Roy Scheider, Richard Dreyfuss                                  | 48   |
| 57  | Rocky - Um lutador (br) / Rocky (pt) | 1976 | John G. Avildsen              | drama             | Sylvester Stallone                                              | 78   |
| 58  | Em busca do ouro (br) / A quimera do ouro (pt) | 1925 | Charles Chaplin               | comédia           | Charles Chaplin                                                 | 74   |
| 59  | Nashville | 1975 | Robert Altman                 | drama             | Keith Carradine, Lily Tomlin                                    | Novo |
| 60  | O diabo a quatro | 1933 | Leo McCarey                   | comédia           | Groucho, Harpo, Chico e Zeppo Marx                              | 85   |
| 61  | Contrastes Humanos (br) / A Quimera do Riso (pt) | 1941 | Preston Sturges               | policial          | Joel McCrea, Veronica Lake                                      | Novo |
| 62  | Loucuras de verão (br) / American graffiti (pt) | 1973 | George Lucas                  | comédia           | Richard Dreyfuss, Ron Howard, Paul Le Mat, Charles Martin Smith | 77   |
| 63  | Cabaret (br) / Cabaret, Adeus Berlim (pt) | 1972 | Bob Fosse                     | musical/drama     | Liza Minnelli, Joel Grey                                        | Novo |
| 64  | Rede de intrigas | 1976 | Sidney Lumet                  | comédia satírica  | Faye Dunaway, Peter Finch                                       | 66   |
| 65  | Uma aventura na África | 1951 | John Huston                   | aventura          | Humphrey Bogart, Katharine Hepburn                              | 17   |
| 66  | Os caçadores da arca perdida (br) / Os salteadores da arca perdida (pt)                                                                                   | 1981 | Steven Spielberg              | aventura          | Harrison Ford                                                   | 60   |
| 67  | Quem Tem Medo de Virgínia Woolf? (br) | 1966 | Mike Nichols                  | drama             | Elizabeth Taylor, Richard Burton                                | Novo |
| 68  | Os imperdoáveis (br) / Imperdoável (pt) | 1992 | Clint Eastwood                | faroeste          | Clint Eastwood, Gene Hackman                                    | 98   |
| 69  | Tootsie (br) / Tootsie - Quando ele era ela (pt) | 1982 | Sydney Pollack                | comédia           | Dustin Hoffman, Jessica Lange                                   | 62   |
| 70  | Laranja mecânica | 1971 | Stanley Kubrick               | ficção científica | Malcolm McDowell                                                | 46   |
| 71  | O Resgate do Soldado Ryan | 1998 | Steven Spielberg              | guerra            | Tom Hanks, Matt Damon                                           | Novo |
| 72  | Um Sonho de Liberdade (br) / Os Condenados de Shawshank (pt)                                                                                              | 1994 | Frank Darabont                | drama             | Tim Robbins, Morgan Freeman                                     | Novo |
| 73  | Butch Cassidy (br) / Dois homens e um destino (pt) | 1969 | George Roy Hill               | aventura          | Paul Newman, Robert Redford                                     | 50   |
| 74  | O silêncio dos inocentes | 1991 | Jonathan Demme                | suspense          | Jodie Foster, Anthony Hopkins                                   | 65   |
| 75  | No Calor da Noite | 1967 | Norman Jewison                | drama/policial    | Sidney Poitier, Rod Steiger                                     | Novo |
| 76  | Forrest Gump - O contador de histórias (br) / Forrest Gump (pt)                                                                                           | 1994 | Robert Zemeckis               | drama             | Tom Hanks                                                       | 71   |
| 77  | Todos os Homens do Presidente (br) / Os Homens do Presidente (pt)                                                                                         | 1976 | Alan J. Pakula                | drama/suspense    | Dustin Hoffman, Robert Redford                                  | Novo |
| 78  | Tempos Modernos | 1936 | Charles Chaplin               | comédia           | Charles Chaplin                                                 | 81   |
| 79  | Meu Ódio Será Tua Herança (br) / A Quadrilha Selvagem (pt)                                                                                                | 1969 | Sam Peckinpah                 | faroeste          | William Holden                                                  | 80   |
| 80  | Se Meu Apartamento Falasse (br) \ O Apartamento (pt) | 1960 | Billy Wilder                  | comédia           | Jack Lemmon, Shirley McLaine                                    | 93   |
| 81  | Spartacus | 1960 | Stanley Kubrick               | épico             | Kirk Douglas, Laurence Olivier                                  | Novo |
| 82  | Aurora | 1927 | F. W. Murnau                  | drama             | Janet Gaynor, George O'Brien                                    | Novo |
| 83  | Titanic | 1997 | James Cameron                 | drama             | Leonardo Di Caprio, Kate Winslet                                | Novo |
| 84  | Easy Rider - Sem destino | 1969 | Dennis Hopper                 | drama             | Dennis Hopper, Peter Fonda                                      | 88   |
| 85  | Uma Noite na Ópera | 1935 | Sam Wood                      | comédia           | Groucho, Harpo, Chico e Zeppo Marx                              | Novo |
| 86  | Platoon (br) / Platoon - Os Bravos do Pelotão (pt) | 1986 | Oliver Stone                  | guerra            | Charlie Sheen, Tom Berenger, Willem Dafoe                       | 83   |
| 87  | 12 Homens e uma Sentença (br) / Doze Homens em Fúria (pt)                                                                                                 | 1957 | Sidney Lumet                  | drama             | Henry Fonda, Lee J. Cobb                                        | Novo |
| 88  | Levada da Breca (br) / As Duas Feras (pt) | 1938 | Howard Hawks                  | comédia           | Cary Grant, Katharine Hepburn                                   | 97   |
| 89  | O Sexto Sentido | 1999 | M. Night Shyamalan            | suspense          | Bruce Willis, Haley Joel Osment                                 | Novo |
| 90  | Ritmo Louco | 1936 | George Stevens                | musical           | Fred Astaire, Ginger Rogers                                     | Novo |
| 91  | A Escolha de Sofia | 1982 | Alan J. Pakula                | drama             | Meryl Streep, Kevin Kline                                       | Novo |
| 92  | Os Bons Companheiros (br) / Tudo Bons Rapazes (pt) | 1990 | Martin Scorsese               | drama, crime      | Robert De Niro, Ray Liotta, Joe Pesci                           | 94   |
| 93  | Operação França (br) / Os Incorruptíveis Contra a Droga (pt)                                                                                              | 1971 | William Friedkin              | policial          | Gene Hackman, Roy Scheider                                      | 70   |
| 94  | Pulp Fiction - Tempo de Violência (br) / Pulp Fiction (pt)                                                                                                | 1994 | Quentin Tarantino             | comédia/policial  | John Travolta, Samuel L. Jackson, Uma Thurman, Bruce Willis     | 95   |
| 95  | A Última Sessão de Cinema (br) | 1971 | Peter Bogdanovich             | drama             | Jeff Bridges, Timothy Bottoms, Cybill Shepherd                  | Novo |
| 96  | Faça a Coisa Certa (br) / Não Dês Bronca (pt) | 1989 | Spike Lee                     | drama             | Danny Aiello, Spike Lee                                         | Novo |
| 97  | Blade Runner - O Caçador de Andróides (br) / Blade Runner,Perigo Iminente (pt)                                                                            | 1982 | Ridley Scott                  | ficção científica | Harrison Ford, Rutger Hauer                                     | Novo |
| 98  | A Canção da Vitória | 1942 | Michael Curtiz                | musical           | James Cagney                                                    | 100  |
| 99  | Toy Story - Um Mundo de Aventuras (br) / Toy Story - Os Rivais (pt)                                                                                       | 1995 | John Lasseter                 | aventura          | Vozes de: Tom Hanks, Tim Allen                                  | Novo |
| 100 | Ben-Hur | 1959 | William Wyler                 | épico             | Charlton Heston                                                 | 72   |

## Considerações e Curiosidades
- É curioso ver que Vertigo, de Alfred Hitchcock, que ocupa nesta lista a nona colocação, figurava na lista feita dez anos antes apenas em 61º lugar.
- Outro fato curioso é ver que o filme Doutor Jivago (1965), que na lista anterior figurava no 39º lugar, simplesmente desapareceu desta lista, votada apenas dez anos depois.
- O filme que mais subiu com relação à lista anterior foi The Searchers (Rastros de Ódio) de 1956, passando de 96º lugar para o 12º, uma subida de 84 posições.
- O filme que mais caiu com relação à lista anterior foi The African Queen (Uma Aventura na África) de 1951, caindo do 17º lugar para o 65º, uma queda de 48 posições.
- O filme The Lord of the Rings: The Fellowship of the Ring (O Senhor dos Anéis: A Sociedade do Anel) de 2001 é o único filme da lista produzido no século XXI. Ficou em 50º lugar.
- O filme mais novo da lista, The Lord of the Rings: The Fellowship of the Ring ficou na 50ª posição, uma posição atrás do filme Intolerância de 1916, o mais antigo da lista.
- O filme The General (A General), de 1927, com Buster Keaton, que não figurava entre os 100 maiores filmes na lista de 1997, aparece aqui em 18º lugar. Considerando-se que este não é um filme recente, esta alteração considerável entre as duas listas demonstra uma significativa mudança de humor com relação à obra.
- O diretor que possui maior número de filmes na lista é Steven Spielberg, com cinco, seguido por Alfred Hitchcock, Stanley Kubrick e Billy Wilder, com quatro cada. No entanto, há que se destacar a importância dos filmes realizados por Stanley Kubrick; dos apenas dezesseis filmes que dirigiu, quatro deles figuram na lista.
- James Stewart é campeão entre os atores que mais estrelaram filmes da lista. É protagonista (ou um dos protagonistas) em cinco filmes.
- Constavam da Lista dos 100 Maiores Filmes Americanos de 1997 e não constam desta Lista, realizada 10 anos depois, os seguintes filmes:
  - Doutor Jivago (1965) - 39º lugar
  - O Nascimento de uma Nação (1915) - 44º lugar
  - A um Passo da Eternidade (br) / Até à Eternidade (pt) (1953) - 52º lugar
  - Amadeus (1984) - 53º lugar
  - Sem Novidade no Front (br) / A Oeste Nada de Novo (pt) (1930) - 54º lugar
  - O Terceiro Homem (1949) - 57º lugar
  - Fantasia (1940) - 58º lugar
  - Juventude Transviada (br) / Fúria de Viver (pt) (1955) - 59º lugar
  - No Tempo das Diligências (1939) - 63º lugar
  - Contatos Imediatos de Terceiro Grau (br) \ Encontros Imediatos do Terceiro Grau (pt) (1977) - 64º lugar
  - Sob o Domínio do Mal (br) / O Enviado da Manchúria (pt) (1962) - 67º lugar
  - Sinfonia em Paris (br) / Um Americano em Paris (pt) (1951) - 68º lugar
  - O Morro dos Ventos Uivantes (br) / O Monte dos Vendavais (pt) (1939) - 73º lugar
  - Dança com Lobos (br) \ Danças com Lobos (pt) (1990) - 75º lugar
  - Assim Caminha a Humanidade (br) / O Gigante (pt) (1956) - 82º lugar
  - Fargo - Uma Comédia de Erros (1996) - 84º lugar
  - O Grande Motim (br) / A Revolta na Bounty (pt) (1935) - 86º lugar
  - Frankenstein (1931) - 87º lugar
  - Patton - Rebelde ou Herói? (br) / Patton (pt) (1970) - 89º lugar
  - O Cantor de Jazz (1927) - 90º lugar
  - Minha Bela Dama (br) \ Minha Linda Senhora (pt) (1964) - 91º lugar
  - Um Lugar ao Sol (1951) - 92º lugar
  - Adivinhe Quem Vem Para Jantar (br) \ Adivinha Quem Vem Para Jantar (pt) (1967) - 99º lugar
  - Nesta Lista dos Maiores Filmes Americanos de 2007, as únicas animações que aparecem são "Branca de Neve e os Sete Anões" (br) - 34º lugar e "Toy Story - Um Mundo de Aventuras" (br) - 99º lugar